# 12-я армия (РККА)
12-я армия (12А) — объединение РККА, сформированное во время Гражданской войны.
12-я армия (первого формирования) создана приказом РВС Южного фронта от 3 октября 1918 года в районе Астрахани и восточной части Северного Кавказа. Входила в состав: Южного фронта, с 3 ноября 1918 — Каспийско-Кавказского отдела Южного фронта, с 8 декабря 1918 — Каспийско-Кавказского фронта, 13 марта 1919 расформирована.
12-я армия (второго формирования) создана 16 июня 1919 года из войск 1-й и 3-й Украинских советских армий. Входила в состав Западного фронта, с 27 июля 1919 в подчинении главкома, с 7 сентября 1919 в составе: Западного фронта, с 17 октября 1919 — Южного фронта, с 10 января 1920 — Юго-Западного фронта, с 14 августа 1920 — Западного фронта, с 27 сентября 1920 — Юго-Западного фронта, 25 декабря 1920 года расформирована.

## Первое формирование
Двенадцатая армия создана приказом РВС Южного фронта от 3 октября 1918 года на основании директивы РВСР от 11 сентября 1918 в районе Астрахани и восточной части Северного Кавказа. Входила в состав: Южного фронта, с 3 ноября 1918 — Каспийско-Кавказского отдела Южного фронта, с 8 декабря 1918 — Каспийско-Кавказского фронта. 13 марта 1919 года расформирована.

### Состав
Первоначально в состав армии входила лишь Астраханская (впоследствии — 33-я) стрелковая дивизия. 13 февраля 1919 в её состав вошли отошедшие с Северного Кавказа части 11-й армии.

### Боевые действия
Войска 12-й армии прикрывали с Юго-Запада Астраханский УР. Вели боевые действия против формирований Бичерахова, 1 декабря армия начала наступление с целью освобождения железной дороги Гудермес — Петровск и Кизляр — Червлённая, но не смогли провести операцию из-за недостатка сил и эпидемии сыпного тифа. В конце февраля войска 12-й армии пытались активными действиями препятствовать переброске деникинских войск с Северного Кавказа в Донбасс, но не достигли успеха.

### Командный состав
Командующие:
- А. И. Автономов (3 октября — 15 ноября 1918, был назначен, но в командование не вступил),
- В. Л. Степанов (3 октября 1918 — 14 февраля 1919),
- Н. А. Жданов (14 февраля — 13 марта 1919).

Члены РВС:
- Н. А. Анисимов (15 ноября 1918 — 19 февраля 1919),
- Н. М. Кузнецов (15 ноября 1918 — 3 марта 1919),
- Г. П. Антонов (15 ноября 1918 — 3 марта 1919),
- С. М. Тер-Габриэлян (22 января — 3 марта 1919),
- А. Н. Падерин (6 февраля — 11 марта 1919),
- С. П. Медведев (3—13 марта 1919).

Начальник штаба:
- Д. А. Северин (3 октября 1918 — 13 марта 1919)

## Второе формирование
Создана 16 июня 1919 на основании постановления РВСР от 4 июня 1919 из войск 1-й и 3-й Украинской армии. Входила в состав Западного фронта, с 27 июля 1919 в подчинении главкома, с 7 сентября 1919 в составе: Западного фронта, с 17 октября 1919 — Южного фронта, с 10 января 1920 — Юго-Западного фронта, с 14 августа 1920 — Западного фронта. с 27 сентября 1920 — Юго-Западного фронта, 25 декабря 1920 расформирована.

### Состав
В состав 12-й армии второго формирования входили:
- 1-я Украинская советская дивизия (июнь — 15 августа 1919),
- 7-я стрелковая дивизия (март — декабрь 1920),
- 24-я стрелковая дивизия (июнь 1920),
- 25-я стрелковая дивизия (май—декабрь 1920),
- 44-я стрелковая дивизия (июнь 1919 — апрель 1920, июнь — декабрь 1920),
- 45-я стрелковая дивизия (июнь — октябрь 1919, март — апрель 1920),
- 46-я стрелковая дивизия (июнь — июль 1919),
- 47-я стрелковая дивизия (сентябрь 1919— апрель 1920),
- 57-я стрелковая дивизия (февраль— март 1920),
- 58-я стрелковая дивизия (август 1919 — август 1920; сентябрь—ноябрь 1920),
- 60-я стрелковая дивизия (август 1919 — февраль 1920),
- Отдельная стрелковая дивизия ВОХР (ноябрь—декабрь 1920),
- 9-я кавалерийская дивизия (июнь—октябрь 1919),
- 17-я кавалерийская дивизия (февраль—май 1920),
- 17-я кавалерийская дивизия 2-го формирования (октябрь 1920).

### Боевые действия
В июне 1919 года войска 12-й армии вели оборонительные бои в западных и южных районах Украины. На западном направлении действовали против польских и петлюровских войск. На южном направлении вели борьбу против деникинских войск, занимая рубеж Херсон, Николаев, Одесса, Тирасполь, Ямполь, Каменец-Подольск, Волочиск, Луцк, Сарны. В июле — августе войска Деникина, заняв Харьков, Полтаву, Екатеринослав, начали наступление на Николаев и Одессу, стремясь отрезать главные силы 12-й армии на Юге Украины. 14 августа 1919 была создана Южная группа войск 12-й армии под командованием И. Э. Якира (45-я и 58-я стрелковая дивизия). Южная группа, оказавшись в окружении, начала отступление к Житомиру на соединение с главными силами 12-й армии. Части Южной группы Прошли с боями свыше 400 км, 19 сентября заняли Житомир и соединились с основными силами. В сентябре—октябре 1919 12-я армия держала оборону по обоим берегам Днепра севернее Киева, разделяясь на Правобережную и Левобережную группы войск. В ноябре 1919 войска армии перешли в наступление, заняв Чернигов (ноябрь) и Киев (декабрь) и в середине января 1920 года вышли на рубеж Винница, южнее Белой Церкви, Знаменка, Пятихатка.
Затем войска армии участвовали в Советско-польской войне: вели бои в районах гг. Мозырь, Овруч, Коростень, Белокоровичи отступили из этих районов за Днепр, оставив Киев (апрель—май 1920). Армия приняла участие в операциях Юго-Западного фронта: Киевской (26 мая — 17 июня 1920) (форсирование реки Днепр, занятие городов Киев и Коростень), Ровенской (28 июня — 11 июля 1920) (занятие г. Сарны), во Львовской (23 июля — 20 августа 1920) (форсирование рек Стырь и Стоход, овладение г. Ковель, наступление на г. Холм). Армия, понеся большие потери в боях, в августе — сентябре 1920 года, отступила на восток и перешла к обороне. В ноябре вела борьбу против формирований Петлюры и Булак-Балаховича. Армия награждена Почётным революционным Красным Знаменем.
Приказом председателя РВСР № 2660/532 от 3 декабря 1920 года создаётся управление Вооружённых Сил Украины и Крыма (далее ВСУК). ВС состояли из Киевского военного округа, Управления Украинской запасной армии и Харьковского военного округа. Управление было создано на базе полевого управления Южного фронта.
Из состава войск Юго-Западного фронта исключена 12-я армия и включена в состав войск ВСУК.
В декабре полевое управления 12-й армии расформировано.

### Командный состав
Командующие:
- Н. Г. Семёнов (16 июня — 8 сентября 1919),
- С. А. Меженинов (10 сентября 1919 — 10 июня 1920),
- Г. К. Восканов (10 июня — 20 августа 1920),
- Н. Н. Кузьмин (врид, 20 августа — 26 октября 1920),
- Н. В. Лисовский (26 октября— 25 декабря 1920).

Члены РВС:
- С. И. Аралов (16 июня 1919 — 1 декабря 1920),
- А. Я. Семашко (16 июня — 12 сентября 1919),
- Н. Н. Кузьмин (21 июля — 3 ноября 1920),
- А. К. Сафонов (22 августа — 13 сентября 1919),
- К. А. Авксентьевский (13 — 22 августа 1919),
- Н. И. Муралов (8 сентября 1919 — 13 июля 1920),
- Серафимов (18 февраля — 17 мая 1920),
- В. П. Затонский (27 июня 1919 — 17 мая 1920),
- В. В. Косиор (27 августа — 12 октября 1920),
- А. Я. Шумский (12 октября — 11 декабря 1920),
- П. П. Ткалун (27 ноября — 18 декабря 1920).

Начальники штаба:
- Г. Я. Кутырев (16 июня — 2 октября 1919),
- В. К. Седачев (2 октября 1919 — 13 октября 1920),
- М. В. Молкочанов (13 — 17 октября 1920),
- В. Д. Латынин (17 октября — 17 ноября 1920),
- И. Д. Моденов (17 ноября — 25 декабря 1920).

Начальник авиации и воздухоплавания 12-й армии
- К. А. Рудзит (С 28.10.1919 г.)